# قصة بيكسار
قصة بيكسار، أخرجته ليزلي ايويركس، هو فيلم وثائقي يحكي عن قصة أستوديو بيكسار للرسوم المتحركة. عرضت النسخة الأولى من الفيلم للمرة الأولى في مهرجان سونوما للأفلام عام 2007 وكان عرضه في صالات السينما محدود في نفس العام إلى أن اختارته قناة ستارز في الولايات المتحدة.
أصدر الفيلم خارج أمريكا الشمالية على أقراص دي في دي في صيف 2008 كجزء من «مجموعة بيكسار الأفضل» صندوق يحتوي على مجموعة من أفلام بيكسار. وبعد ذلك أصبح خاصية مميزة في النسخة المميزة لفيلم وول-ي على إصدارات أقراص دي في دي و \بلو راي والتي طرحت في الأسواق في 18 نوفمبر 2008. عرض الفيلم لأول مرة في المملكة المتحدة في 24 أغسطس.